# Piet Oudendijk
Petrus Johannes (Piet) Oudendijk (Weesp, 27 januari 1911 – 3 oktober 1983) was een Nederlands voetballer.

## Biografie
Piet Oudendijk was de zoon van Kasper Oudendijk en Cornelia Johanna van Spreeuwen. Hij trouwde met Marie van't Klooster.
Hij speelde van 1932 tot 1934 bij AFC Ajax als midvoor en linksbinnen. Van zijn debuut in het kampioenschap op 18 september 1932 tegen DFC tot zijn laatste wedstrijd op 13 mei 1934 tegen Willem II speelde Oudendijk in totaal 15 wedstrijden en scoorde 11 doelpunten in het eerste elftal van Ajax. Op 8 oktober 1933 hij scoorde vier keer tijdens een met 7–1 gewonnen kampioenschap-wedstrijd in de Klassieker tegen Feyenoord.
Dan speelde hij nog voor 't Gooi en Blauw-Wit.

## Statistieken
| Club  | Seizoen | Competitie | Competitie | Beker | Beker | Totaal | Totaal |
| Club  | Seizoen | Wed.       | Dlp.       | Wed.  | Dlp.  | Wed.   | Dlp.   |
| ----- | ------- | ---------- | ---------- | ----- | ----- | ------ | ------ |
| Ajax  | 1931/32 | 0          | 0          | 1     | 0     | 1      | 0      |
| Ajax  | 1932/33 | 1          | 0          | -     | -     | 1      | 0      |
| Ajax  | 1933/34 | 14         | 11         | -     | -     | 14     | 11     |
| Ajax  | 1934/35 | 0          | 0          | 1     | 0     | 1      | 0      |
| Total | Total   | 15         | 11         | 2     | 0     | 17     | 11     |